# Lübecker Rat 1814

Der Rat der Freien und Hansestadt Lübeck als Kabinett im Jahr 1814, unmittelbar nach dem Ende der Lübecker Franzosenzeit und vor dem Jahr der Entstehung des Deutschen Bundes, mit Amtszeiten und den berufsständischen Korporationen seiner Mitglieder. 

## Bürgermeister
- Johann Caspar Lindenberg seit 1805, Ratsherr 1786
- Johann Matthaeus Tesdorpf seit 1806, Ratsherr 1794, Jurist
- Christian Adolf Overbeck, seit 28. Februar 1814, Ratsherr 1800, Rechtsberater der Schonenfahrer

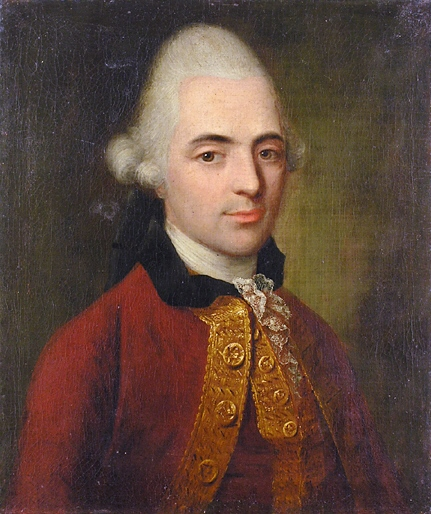
Johann Caspar Lindenberg porträtiert 1773 von Johann Jacob Tischbein
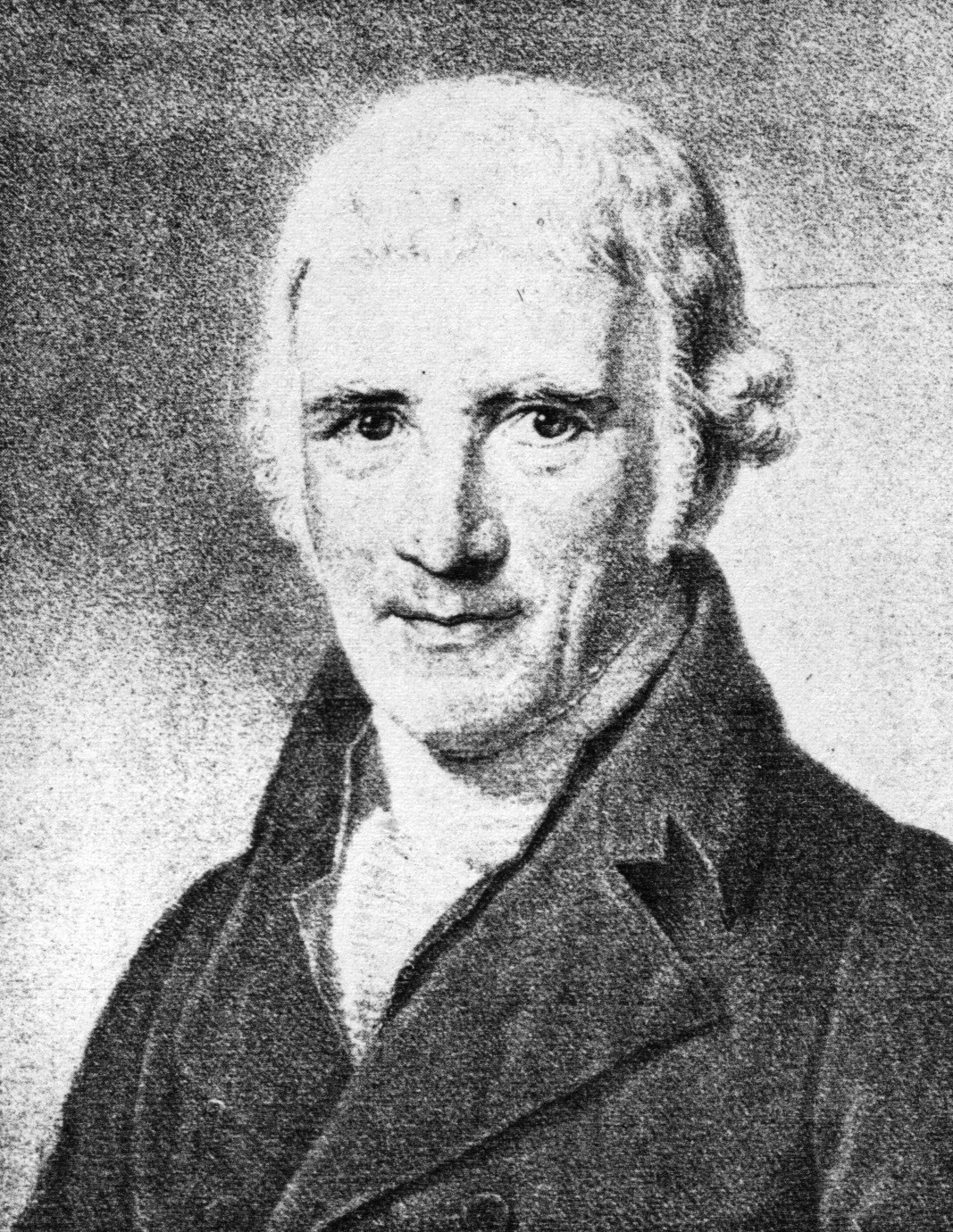
Johann Matthaeus Tesdorpf
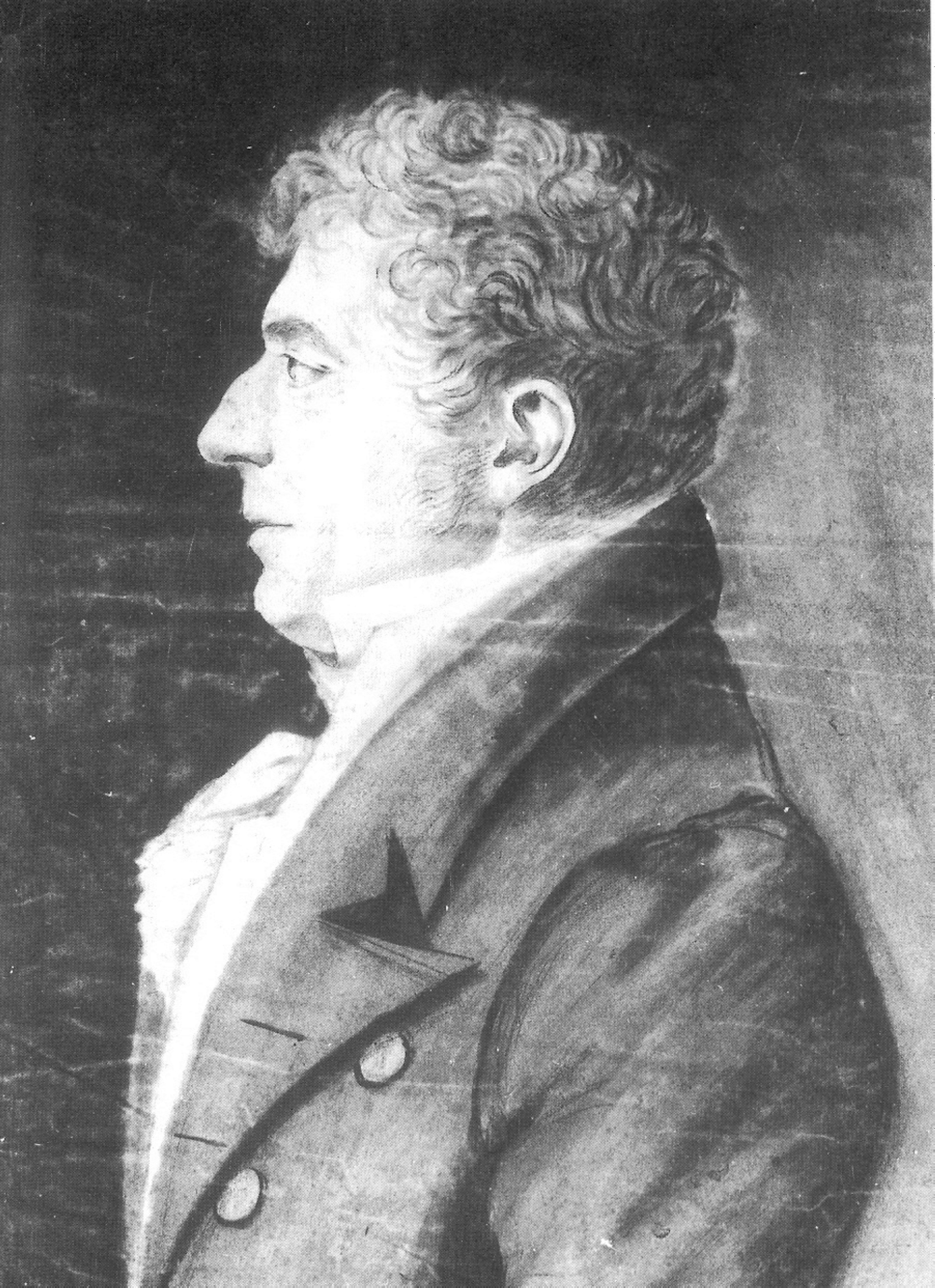
Christian Adolph Overbeck (Zeichnung von Johann Friedrich Overbeck)

## Ratsherren
- Nicolaus Jacob Keusch seit 1790, Schonenfahrer
- Peter Wilcken seit 1795, Kaufleutekompagnie
- Stephan Hinrich Behncke seit 1797, Bergenfahrer
- Georg Wilhelm Müller  seit 1798, Schonenfahrer. Gestorben 25. Oktober 1814.
- Friedrich Nölting seit 1798, Schonenfahrer
- Peter Hinrich Tesdorpf seit 1798, Kaufleutekompagnie
- Johann Christoph Coht seit 1802, Bergenfahrer
- Christian Heinrich Kindler seit 1803, Jurist
- Johann Friedrich Hach seit 1805, Jurist
- Ludwig Mentze seit 1807, Jurist
- Johann Köhler seit 1807, Schonenfahrer. Gestorben 6. Januar 1814.
- Christian Nicolaus von Evers seit 1809, Zirkelgesellschaft
- Thomas Günther Wunderlich seit 1810, Kaufleutekompagnie
- Adolf Heinrich Voeg seit 1814, Jurist
- Diedrich Stolterfoth seit 28. Februar 1814, Schonenfahrer

## Syndici
- Carl Georg Curtius, seit 1801, seit 1802 Erster Syndicus
- Anton Diedrich Gütschow, seit 1802